# ديميتريوس الأول المقدوني
ديميتريوس الأول المقدوني أو ديميتريوس الأول بوليوركيتيس (337 ق.م. - 283 ق.م.) (باليونانية القديمة:Δημήτριος Α` Πολιορκητής) سُمي ولقب باللقب بوليوركيتيس أي «المحاصر أو المقتحم» وهو ابن أنتيغونوس الأول مونوفثالموس والدته ستراتونيك كورايوس، كان ملكا على مقدونيا القديمة في الفترة (294 -288 ق.م.) وهو أحد أفراد السلالة الأنتيغونية.

## بداياته
كان قائدا عسكريا ساعد أباه في معاركه وعندما كان عمره 22 عاما تركه سلمه والده مهمة الدفاع عن سوريا ضد هجمات بطليموس الأول ابن لاغوس إلا أنه هُزم في معركة غزة، واضطر للانسحاب ولكنه عوض خسارته جزئيا بانتصاره في المواقع قرب منطقة ميوس (موقع في تركيا حاليا). وفي ربيع عام 310 في الحرب البابلية، مُني ديميتريوس بهزيمة كبرى عندما حاول طرد سلوقس الأول نيكاتور من بابل أما أبوه أنتيغونوس الأول فقد مُني هو الآخر بهزيمة أخرى في الخريف. وكنتيجة لهذه الحروب البابلية، فقد خسر أنتيغونوس الأول تقريبا ثلثي أراضي إمبراطوريته حيث أصبحت كل المنطقة الشرقية ملكا لسلوقس الأول

## انتصاراته

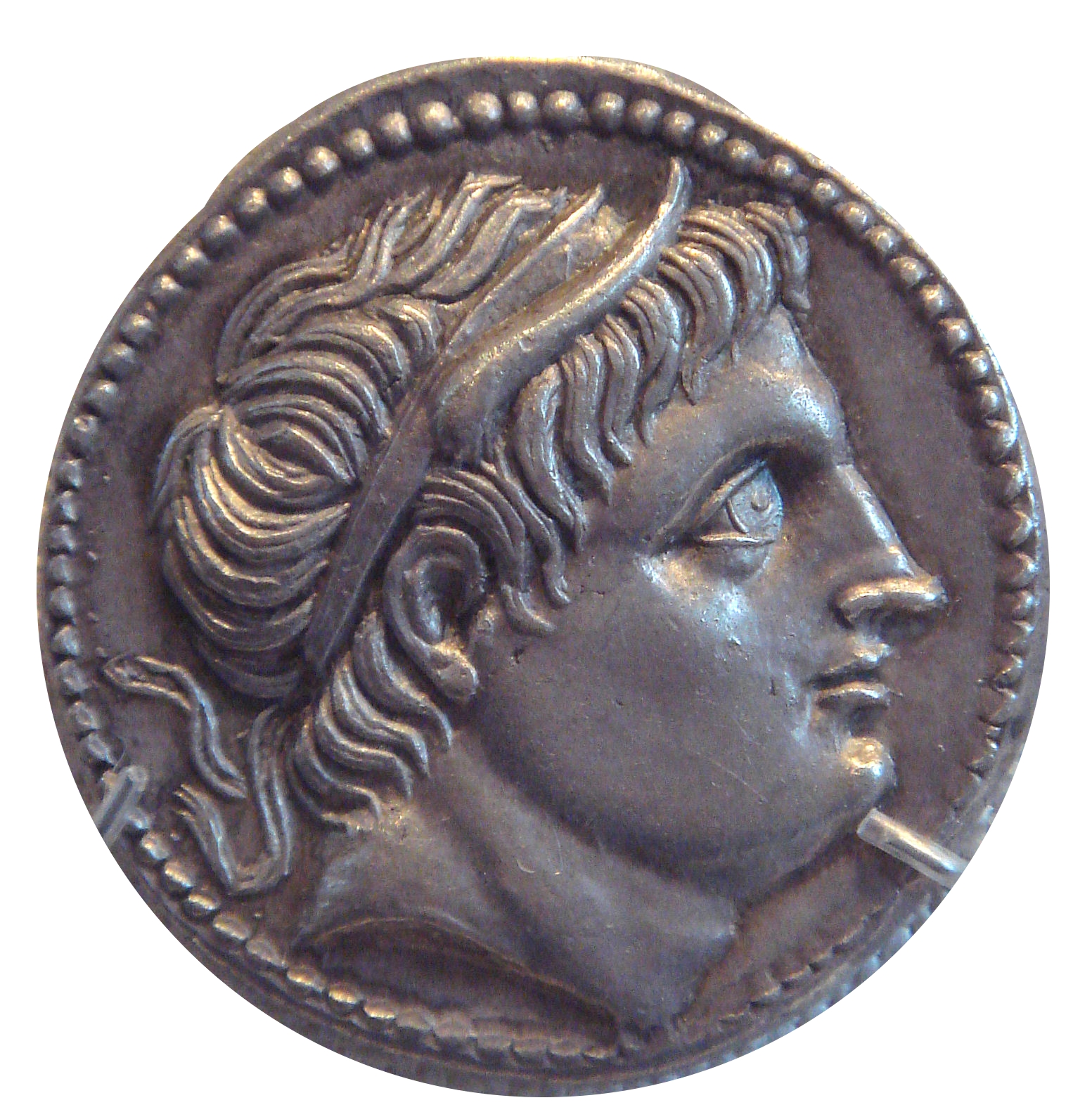
ديميتريوس الأول بوليوركيتيس مصور على مسكوكة ربع الدرهم

بعد عدة حملات ضد بطليموس الأول على سواحل صقلية وقبرص، أبحر ديميتريوس مع أسطول من 250 سفينة إلى أثينا. واستطاع تحرير المدينة من كاسندر وبطليموس الأول، كما أنه طرد الحامية التي كانت قد تمركزت هناك بأمر من ديميتريوس فاليريوس من فاليروم، وحاصر أيضا مدينة مونيخيا واستطاع فتحها في العام 307 ق.م. وبعد سلسلة الانتصارات هذه عُبد من قبل الأثينيين كإله راع تحت اللقب سوتر (σωτήρ) «الحافظ أو المنقذ».

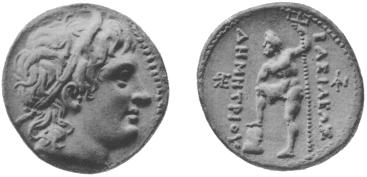
قطعة نقدية لـ ديميتريوس الأول (337-283 ق م). وقد كتب عليها ΒΑΣΙΛΕΩΣ ΔΗΜΗΤΡΙΟΥ ([قطعة خاصة بـ] الملك ديميتريوس)

في حملة عام 306 ق.م. التي قادها ضد بطليموس الأول استطاع هزيمة القائد مينيلاوس بن لاغوس (أخ بطليموس الأول) في المعركة البحرية بالقرب من جزيرة سلاميس، حيث دحر وحطم فيها قوة مصر البحرية بالكامل.
في العام 305 ق.م. منحه والده لقب الملك، وفي نفس العام سعى ديميتريوس إلى معاقبة الرودوسيين لأنهم امتنعوا عن مساعدته؛ وبالرغم من مهارته في ابتكار آلات اقتحام وفك حصار جديدة إلا أن محاولته لم تتكلل بالنجاح وعلى إثر هذا الحصار تمت تسميته ببوليوركيتيس «المحاصر أو المقتحم». من بين إبداعاته في آلات الاقتحام وفك الحصار كان ابتكاره لمدق طويل جدا طوله 180 قدم (55م)، يتطلب 1000 رجل لحمله وتشغيله؛ وبرج حصار متحرك سمي «هيليبوليس» (أي «آخذ المدن») ارتفاعه 125 قدم (38م) وعرضه 60 قدم (18م)، ووزنه 360.000 باوند.

## مجونه وبذخه
في العام 302 ق.م. عاد ثانية إلى اليونان كمحرر، وأعاد ترتيب وضع اتحاد رابطة كورنث. لكن مجونه وتبذيره جعل الأثينيين يشتاقون إلى حكومة كاسندر. ومن بين قصص إساءاته المتعددة توجد قصة محاولته ممارسته الجنس مع شاب صغير كان اسمه ديموكليس الوسيم. حيث كان ديميتريوس يلاحق هذا الشاب ويحاول استمالته ولكن الشاب كان يرفض مطلبه إلى أن جاء اليوم الذي استطاع فيه ديميتريوس محاصرة الشاب في الحمامات وعندما لم يجد الشاب مهربا لنفسه بالإضافة إلى ضعف قوته وعجزه عن مقاومة ديميتريوس جسديا فقد بادر إلى إنقاذ نفسه بالقفز في حوض الماء الساخن مما تسبب في موته. وموته هذا ينظر إليه كعلامة شرف له ولبلاده. وفي قصة ثانية قام ديميتريوس بإعفاء رجل من غراماته المفروضة عليه إكراما لكليانيتوس، ابن ذاك الرجل 

## تحالف القادة الخلفاء
قام القادة الخلفاء للإسكندر الأكبر بالتحالف ضد ديميتريوس وأبيه أنتيغونوس الأول حيث اتحد كل من سلوقس الأول وكاسندر وليسيماخوس وأرسلوا جيوشهم باتجاهه حيث اجتمعت الجيوش في فريجيا (301 ق.م.) وقامت هناك معركة إبسوس التي قتل فيها أنتيغونوس الأول بينما تحمل ديميتريوس خسائر فادحة اضطرته إلى الذهاب إلى إيفيسوس. أثارت خسارة ديميتريوس الفادحة هذه العديد من الثورات ضده كما أن الأثينيون رفضوا حتى إدخاله مدينتهم.
ولكن هذا الأمر لم يثبط عزيمة ديميتريوس حيث أنه قام بالاستيلاء على بعض ممتلكات وأراض تابعة لليسيماخوس واستطاع الحصول على اتفاقية مصالحة مع سلوقس الأول أدت إلى قيام سلوقس الأول بالزواج من ستراتونيك بنت ديميتريوس. أما أثينا التي كانت في هذه الأثناء قد وقعت تحت سلطة رجل طاغ اسمه لاخاريس (زعيم شعبي نصب نفسه مسؤولا على أثينا في 296 ق.م.) فقد قام ديميتريوس بمحاصرتها واستطاع فتحها بعد طول حصار في العام 294 ق.م. كما أنه عفا عن سكانها ولم يحاسبهم على سوء تصرفهم معه في العام 301ق.م.
في نفس السنة قام ديميتريوس بتنصيب نفسه ملكا على عرش مقدونيا بعد أن قتل الإسكندر الخامس المقدوني (ابن كاسندر).
وفي العام 291 ق.م. تزوج من لاناسا، الزوجة السابقة لبيروس الإبيري. لكن منصبه الجديد كملك مقدونيا كان مهددا باستمرار من قبل بيروس الإبيري، الذي استغل غياب ديميتريوس العرضي لتدمير الجزء الأعزل من مملكته بعدها قامت القوات المشتركة لبيروس الإبيري وبطليموس الأول وليسيماخوس بمساعدة المعارضين لديميتريوس وأجبروه في النهاية على ترك مقدونيا في العام 288 ق.م.

## سنواته الأخيرة
اتجه ديميتريوس بعدها إلى آسيا وهاجم بعض مقاطعات ليسيماخوس ولكن هجماته لم تكن كلها ناجحة. أما جيوشه فقد هلك معظمها بسبب المجاعة والأمراض، الأمر الذي جعله يطلب المساعدة والدعم من سلوقس الأول. قام سلوقس الأول بمساعدة ديميتريوس في البداية ولكن بعد أن انتهى من الاستفادة منه احتجزه وجيشه لديه، فقام ابن ديميتريوس (أنتيغونوس الثاني غوناتاس) بعرض فدية تتضمن كل أملاكه وحتى شخصه الخاص، لكي يحصل على حرية أبيه بالمقابل. إلا أن كل محاولاته باءت بالفشل، وبعد حجز دام ثلاثة سنوات، توفي ديميتريوس في العام 283 ق.م. حيث سلم جثمانه لابنه أنتيغونوس وتم تشريفه بجنازة رائعة في كورنث. بقي أحفاد ديميتريوس يتولون ملكية العرش المقدوني حتى زمن بيرسوس آخر ملوك مقدونيا، حيث وقعت مقدونيا من بعده تحت سيطرة الرومان في العام 168 ق.م.